# Palaeoloxodon namadicus
Az Palaeoloxodon namadicus, régebben Elephas namadicus az emlősök (Mammalia) osztályának ormányosok (Proboscidea) rendjébe, ezen belül az elefántfélék (Elephantidae) családjába tartozó fosszilis faj.
Nemének a típusfaja és egyben a feltételezett legnagyobb valaha élt szárazföldi emlősállat.
2016-ban, miután nukleinsavas DNS-vizsgálatokat végeztek az élő és kihalt elefántfélék között, a genetikusok rájöttek, hogy a Palaeoloxodonták valójában a Loxodontákal és nem pedig az Elephasokkal állnak közelebbi rokonságban.

## Leírás
A pleisztocén kori Ázsia szerte elterjedt állat volt Indiától (ahonnan először felfedezték) egészen Japánig.
Egyes őslénykutató szerint, a rokon eurázsiai erdei őselefánt (Palaeoloxodon antiquus) egyik alfaja vagy változata, mivel az agyaruk igen hasonló volt. Valamint a koponyaformájuk eltérő volt a ma is élő elefántokétól.
Marmagasságát 5,2 méterre, testtömegét 22 tonnára becsülik. Ezzel a mérettel ismereteink szerint a valaha élt legnagyobb szárazföldi emlős, felülmúlva a Paraceratherium-ot.
Hivatalosan 24 ezer évvel ezelőtt halt ki, de egyes ókori kínai műalkotások alapján talán még a holocén korban is élhetett populációja Észak-Kínában.

## Fordítás
- Ez a szócikk részben vagy egészben  a   Palaeoloxodon namadicus című angol Wikipédia-szócikk ezen változatának fordításán alapul.  Az eredeti cikk szerkesztőit annak laptörténete sorolja fel. Ez a jelzés csupán a megfogalmazás eredetét és a szerzői jogokat jelzi, nem szolgál a cikkben szereplő információk forrásmegjelöléseként.